# Torredonjimeno
Torredonjimeno ist eine spanische Gemeinde. Sie befindet sich in der Autonomen Gemeinschaft Andalusien, in der Provinz Jaén. 2024 hatte die Gemeinde 13.261 Einwohner.

## Geografie
Sie befinden sich in einem fruchtbaren Gebiet, in dem es kaum nennenswerte geografische Besonderheiten gibt, und an einer Kreuzung, die die Ländereien von Jaén mit denen von Córdoba verbindet. Aus diesem Grund gibt es in der Gemeinde Spuren der Anwesenheit von verschiedenen Siedlungen im Laufe der Geschichte bis zurück in die Römerzeit.
Der Gemeindebezirk grenzt im Norden an Escañuela, Arjona, Villardompardo und Porcuna; im Süden an Martos, Jamilena und Santiago de Calatrava, im Osten an Torredelcampo und im Westen an Higuera de Calatrava. Durch die Nähe zur Hauptstadt Jaén ist die Gemeinde gut erschlossen.

## Wirtschaft
Torredonjimeno vor allem durch seine landwirtschaftliche Tätigkeit geprägt, wobei die Olivenhaine einen großen Teil der Anbaufläche ausmachen und andere Formen der Landwirtschaft verdrängt haben.

## Fotos

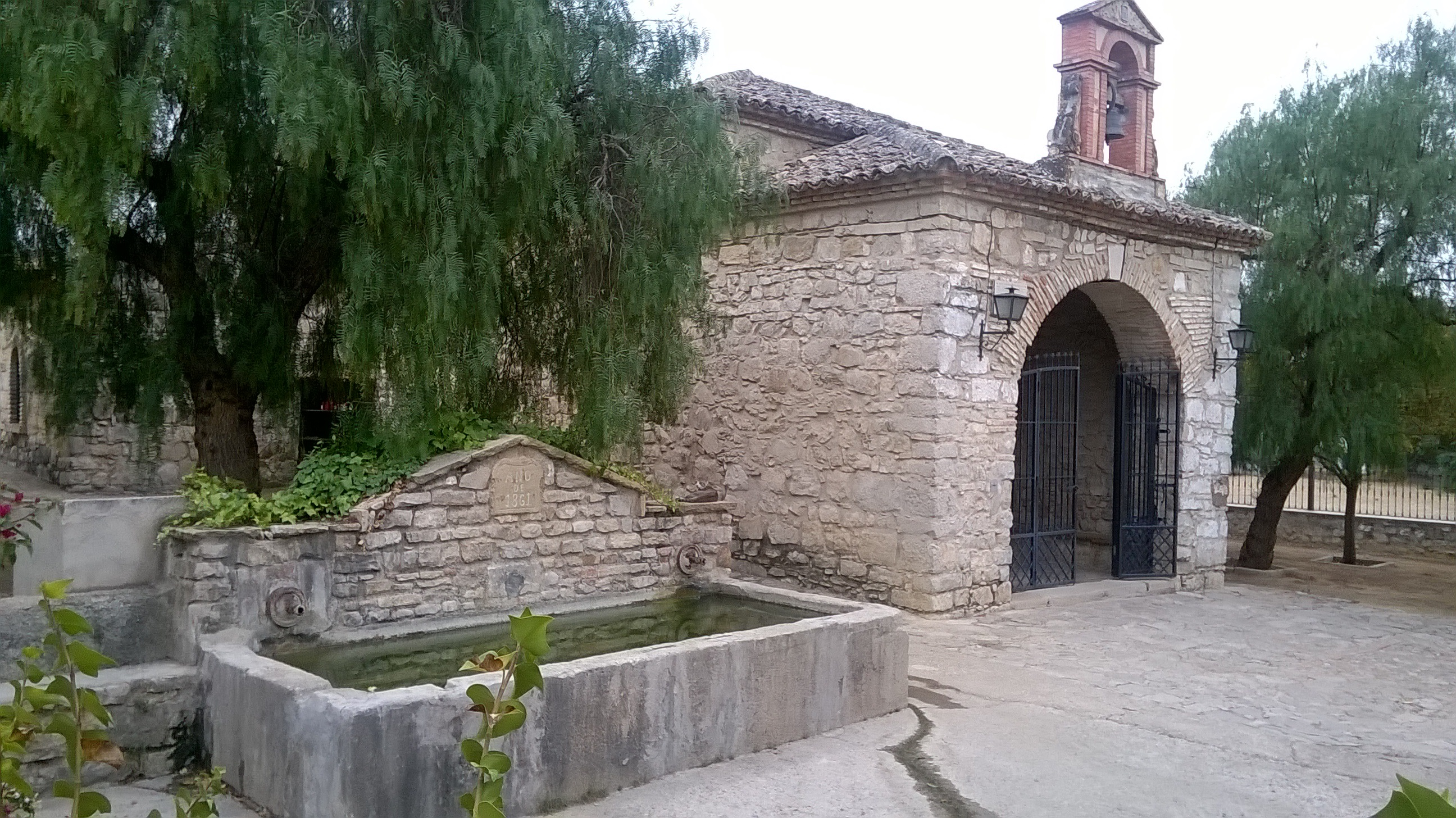
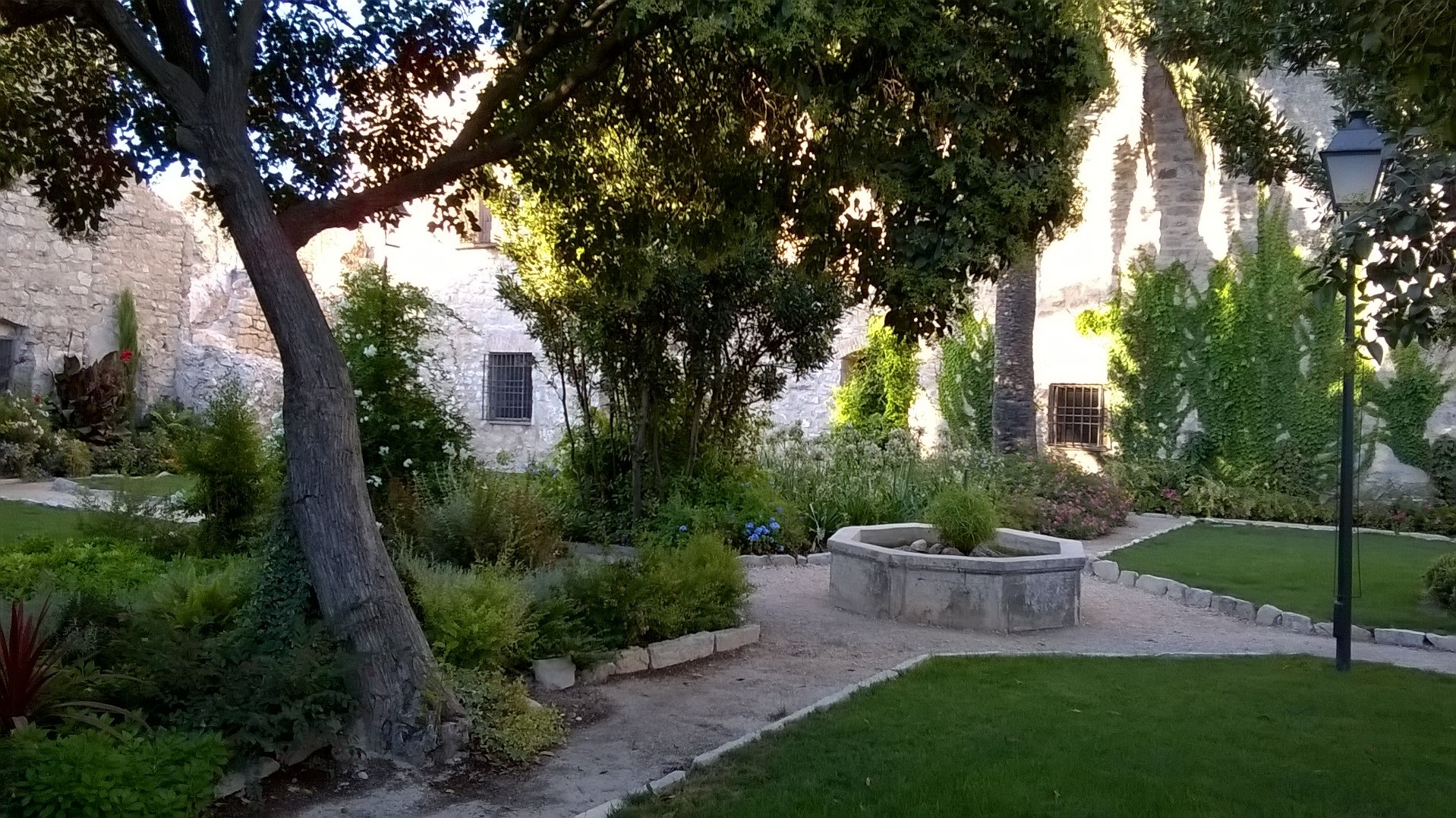
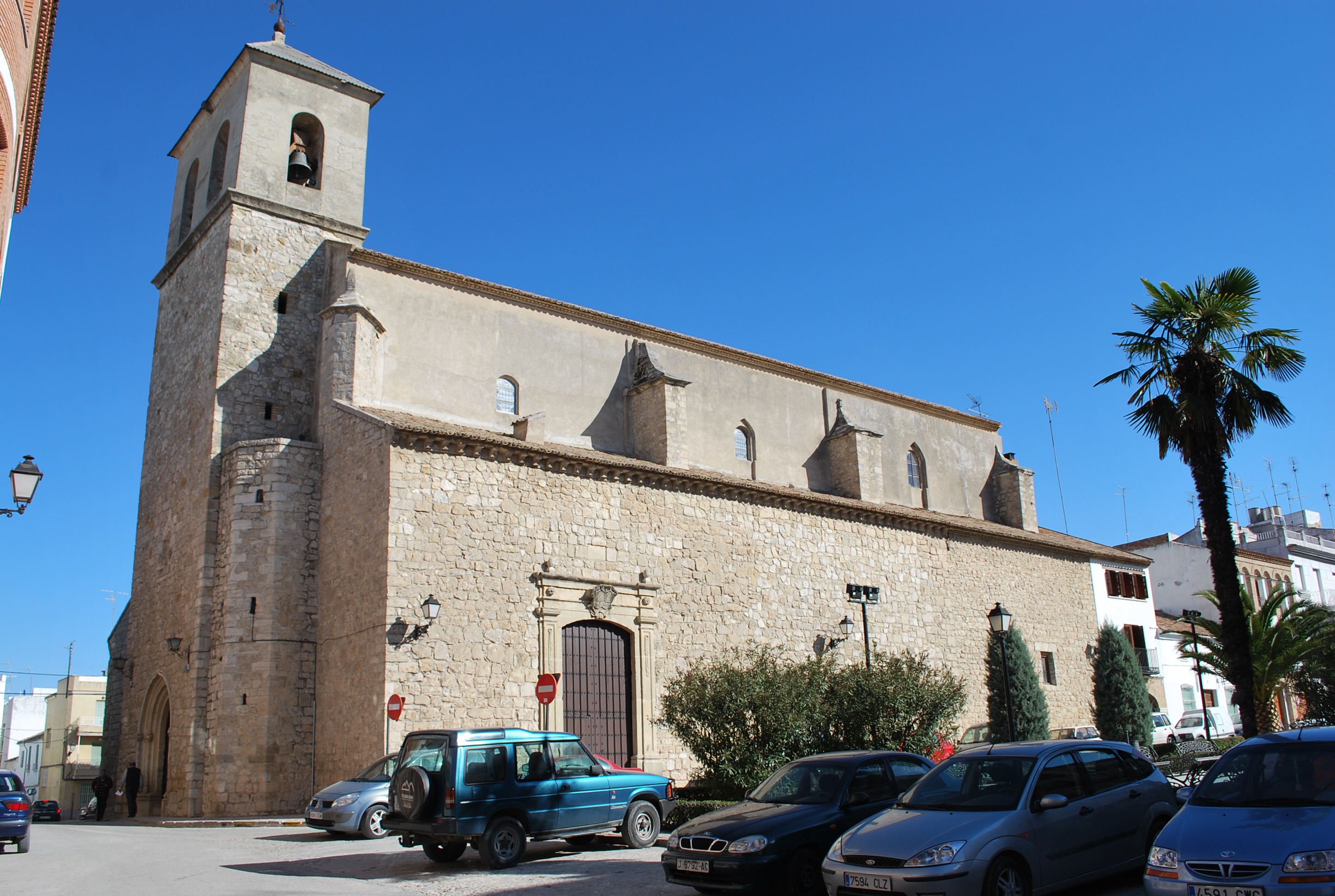